# Hryniewicze (rejon świsłocki)
Hryniewicze (biał. Грынявічы; ros. Гриневичи) – wieś na Białorusi, w obwodzie grodzieńskim, w rejonie świsłockim, w sielsowiecie Porozów. Przed II wojną światową w majątku Łopienica Wielka istniał dwór Bułharynów.

## Historia
W dwudziestoleciu międzywojennym wieś leżała w Polsce, w województwie białostockim, w powiecie wołkowyskim, w gminie Izabelin. 16 października 1933 utworzyła gromadę w gminie Izabelin. Po II wojnie światowej weszła w struktury ZSRR.

## Kościół św. Jana Chrzciciela
Kościół franciszkański został wzniesiony w 1792 roku w stylu późnobarokowym. W 1870 roku został zamieniony w cerkiew prawosławną. W 1918 roku zwrócono budynek katolikom. Po II wojnie światowej nieczynny i zdewastowany. Jest to trójnawowa bazylika z trójnawową fasadą i dwiema zakrystiami. Oryginalna wypukła fasada, zwieńczona ozdobnym frontonem o złożonej linii, jest dekorowana pilastrami, gzymsami i płaskimi niszami. Pilastry występują również w elewacjach bocznych. Kościół otacza częściowo zniszczony kamienny mur z bramą z XVIII w.

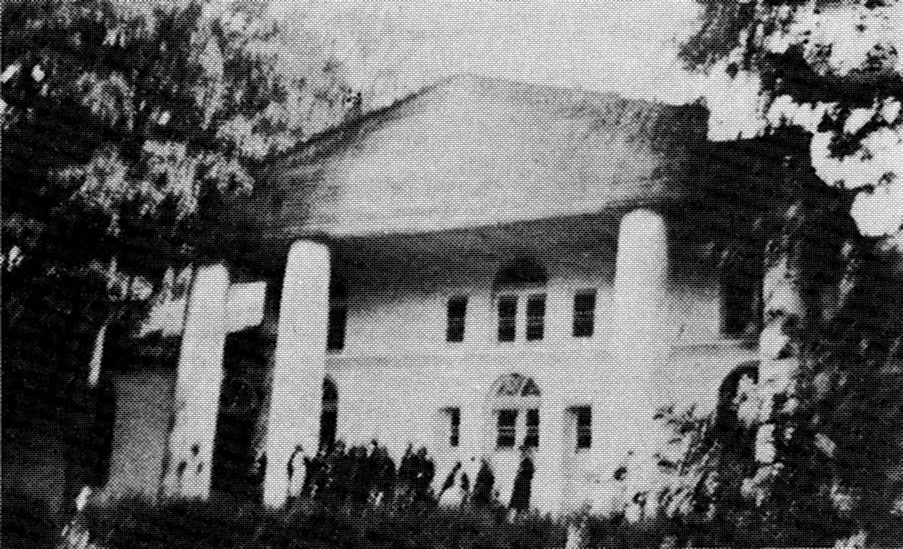
Dwór Bułharynów w Łopienicy Wielkiej w dwudziestoleciu międzywojennym